# Gran enciclopedia de Navarra
La Gran Enciclopedia de Navarra, de forma abreviada GEN, es una enciclopedia temática sobre Navarra. Forma parte del conjunto de enciclopedias regionales editadas en España durante el último tercio del siglo XX coincidiendo con la descentralización del estado y la creación de las comunidades autónomas.

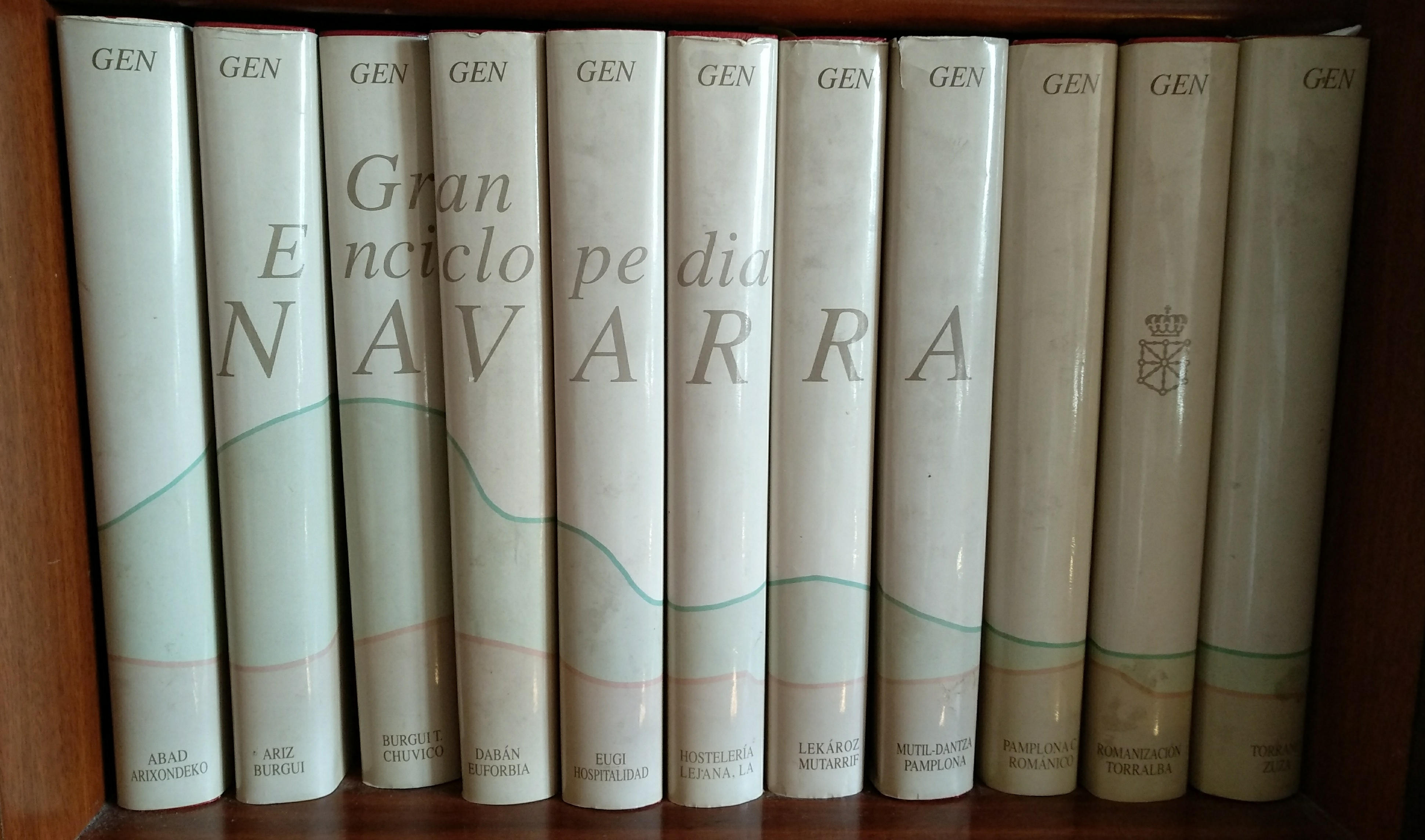
Los nueve volúmenes de la colección

## Historia

### Antecedentes
Sin un propósito enciclopédico expreso, pero sí divulgador, quizá el antecedente más inmediato y similar fue la colección Navarra. Temas de Cultura Popular que desde finales de los años 1960 lanzó la Diputación Foral de Navarra, en aquel entonces propietaria de la Caja de Ahorros y Monte de Piedad de Navarra.

### Edición impresa
La Gran Enciclopedia Navarra, impresa en 1990, culminaba un trabajo iniciado en 1983 por un consejo presidido por Juan Luis Uranga Santesteban, donde figuran como vocales Víctor Manuel Arbeloa Muru, Rodolfo López Hernández, Arturo Navallas Rebolé (director gráfico, técnico y editorial), Fernando Pérez Ollo (director literario) y Fernando Redón Huici.
Estaba compuesta por once tomos que recopilaban más de doce mil voces referentes a áreas de conocimiento diversas: arte, cultura y etnografía, ciencias naturales, derecho y política, geología, geografía, lengua y literatura, sociología, economía, música, medicina, historia y patrimonio. La parte gráfica contaba con un amplio número de colaboradores (fotógrafos, dibujantes, así como fondos procedentes de varias entidades públicas y privadas). Se imprimieron 12 000 ejemplares en formato 200 x 270. La obra estuvo promovida por Caja Navarra.

### Edición digital
Titulada Gran enciclopedia de Navarra, es la versión digital y accesible en línea del diccionario enciclopédico de título similar publicado en 1990 que trata sobre temas y autores de Navarra desde la más remota Antigüedad hasta hoy.
Se publicó en Internet el 4 de octubre de 2010. La versión en línea de esta obra contaba con más de doce mil voces relacionadas con la cultura y el patrimonio navarro. Se hallaban representadas materias relativas al arte, la cultura, la geografía, las ciencias naturales o el derecho. Es su titular la Fundación Caja Navarra, que anunció en el 2016 su deseo de retomar la labor para mejorar y actualizar su contenido, sin embargo desde 2020 aproximadamente, en la mayor parte de los casos, las consultas no obtienen respuesta y por tanto el estado de la Gran Enciclopedia de Navarra es inoperante.